# Lungoneva dell'Ammiragliato

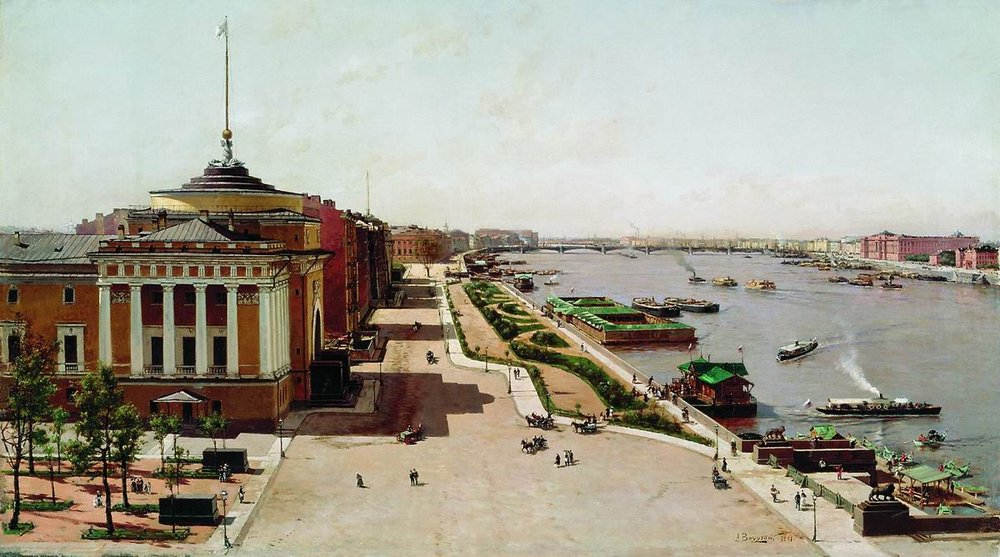
il lungoneva dell'Ammiragliato in una cartolina d'epoca (1881)

Il lungoneva dell'Ammiragliato (in russo Адмиралтейская набережная?, Admiraltejskaja naberežnaja) è una strada che corre sul lungofiume della Neva, nel centro di San Pietroburgo.
È  stata costruita tra il 1763 e il 1767 dagli ingegneri Karlowicz e Selyavionov e si estende tra la confluenza del lungoneva degli Inglesi e la piazza del Senato (precedentemente nota come piazza dei Decabristi, sulla quale sorge la statua del Cavaliere di Bronzo, che la adorna) e il corso e ponte del Palazzo, all'incrocio con l'Ammiragliato, cui deve il nome, da dove la strada che corre lungo la riva destra del fiume assume la denominazione di lungoneva del Palazzo.
È servita dalla fermata Admiralteyskaya della Linea 5 della metropolitana di San Pietroburgo, aperta nel dicembre 2011.